# Türkan Hanimsultan
Türkan Hanımsultan (turco ottomano: ترکان خانم سلطان, lett. "bellissima regina"; Istanbul, 4 luglio 1919 – Ankara, 25 dicembre 1989) è stata una principessa ottomana, anche nota come Türkan Mayatepek o Türkan Enver, figlia di Naciye Sultan e pronipote del sultano Abdülmecid I.

## Biografia

### Origini
Türkan Hanımsultan nacque a Istanbul, nel Palazzo di Kuruçeşme, il 4 luglio 1919.
Sua madre era Naciye Sultan, figlia di Şehzade Selim Süleyman e nipote del sultano ottomano Abdülmecid I, e suo padre suo marito Ismail Enver. Aveva una sorella maggiore, Mahpeyker Hanimsultan, un fratello minore, Sultanzade Ali Bey, e una sorellastra materna minore, Rana Hanımsultan, nata dal secondo matrimonio della madre col fratello minore del suo primo marito, Mehmed Kamil Paşah. 
Nel 1920 suo padre venne trasferito a Berlino e Türkan lo seguì con la famiglia. Nel 1921, restò a Berlino mentre suo padre si recava nell'URSS, dove morì il 4 agosto 1922. Sua madre tornò a Istanbul coi figli dopo essersi risposata, nel 1923, con Kamil Paşah, fratello minore di Enver.
Nel 1924 la dinastia ottomana venne esiliata, e Türkan si stabilì con la famiglia prima a Parigi, dove nacque la sua sorellastra Rana, e poi a Nizza. In questo periodo, venne educata con la sorella e il fratello dal loro patrigno e zio, che insegnò loro a leggere e scrivere. Alle lezioni partecipavano anche le principesse Neslişah Sultan, Hanzade Sultan e Necla Sultan, figlie di Şehzade Ömer Faruk e nipoti del califfo Abdülmecid II.

### Istruzione e matrimonio
Il 25 maggio 1939 venne approvata una legge che permise a Türkan e ai suoi fratelli di rientrare a Istanbul, dove, secondo la legge del cognome, assunse nome Türkan Enver. Rimase lì fino allo scoppio della seconda guerra mondiale, quando, grazie a uno zio, Nuri Paşah, raggiunse sua madre, che non sopportava la lontananza dai figli, in Svizzera, a Berna, con le sorelle, mentre suo fratello Ali restò a Istanbul. Rientrò a Istanbul nel 1943.
Sua madre assicurò alle sue figlie la migliore istruzione. Türkan studiò chimica e si specializzò in ingegneria chimica. Insegnò chimica in varie scuole e lavorò brevemente per la TRT.
Nel 1945, a Istanbul, sposò l'ambasciatore Hüveyda Mayatepek, figlio del diplomatico Hasan Tahsin Mayatepek. Sua madre non poté partecipare al matrimonio, essendo ancora sottoposta a esilio. I due ebbero un figlio.
Subito dopo il matrimonio la coppia si trasferì a Ginevra, in Svizzera, dove Türkan poté rivedere sua madre, venuta a trovarla per due mesi, e dove nacque il loro figlio. Dopo qualche anno si trasferirono a Vienna, in Austria, dove Hüveyda morì il 1 maggio 1973.

### Morte
Türkan, rimasta vedova, tornò in Turchia. Si stabilì ad Ankara, dove morì il 25 dicembre 1989. Venne sepolta nel cimitero della città. 

## Discendenza
Dal suo matrimonio, Türkan ebbe un figlio: 
- Osman Mayatepek (1 giugno 1950 - 1 novembre 2016). Nato a Ginevra e morto a Istanbul, si sposò due volte:[1]
  - Anne
  - Neshe Firtina. Si sposarono il 6 luglio 1991 a Kushadasi. Ebbero una figlia:
    - Mihrişah Türkan Mayatepek (n. 25 maggio 1952, Ankara)